# Walkerana timens
Walkerana timens är en insektsart som först beskrevs av Otte, D. och Perez-gelabert 2009.  Walkerana timens ingår i släktet Walkerana och familjen syrsor. Inga underarter finns listade i Catalogue of Life.